# ویدرشتدت
ویدرشتدت (به آلمانی: Wiederstedt) یک منطقهٔ مسکونی در آلمان است که در آرناشتاین، زاکسن-آنهالت واقع شده‌است. ویدرشتدت  ۱٬۰۷۴ نفر جمعیت دارد.